# Hanna Temkin
Hanna Temkin (ur. 10 sierpnia 1921 Łódź, zm. 7 lutego 2019, Sarasota, USA) – polska filozof, docent Uniwersytetu Warszawskiego.

## Życiorys
Urodzona w rodzinie żydowskiego pochodzenia. W 1956 r. uzyskała stopień naukowy doktora nauk filozoficznych. Pracowała jako wykładowca na Uniwersytecie Warszawskim. Wykładała filozofię w Szkole Partyjnej przy KC PZPR. Autorka publikacji na temat filozofii marksizmu, anarchizmu kolektywistycznego (głównie Michaiła Bakunina), historii ruchu robotniczego i Gromad Ludu Polskiego.
W 1968 r. represjonowana za uczestnictwo w „wydarzeniach marcowych”. Wraz z mężem Gabrielem Temkinem i dziećmi wyemigrowała do USA. Po 1989 r. publikowała artykuły w polskich czasopismach filozoficznych.

## Najważniejsze publikacje
- Socjalizm utopijny Gromad Ludu Polskiego, Wydawnictwo Polskiej Akademii Nauk, Warszawa 1955.
- Gromady Ludu Polskiego. Zarys ideologii, Książka i Wiedza, Warszawa 1962.
- Bakunin i antynomie wolności, Książka i Wiedza, Warszawa 1964.